# EDLIN
EDLIN（エドリン）は、MS-DOSおよび、その後のマイクロソフトのOSに標準添付されているラインエディタである。コマンド制御のインターフェースにより、テキストファイルを編集する基本的な機能を持つ。数字により行番号を指定し、1文字の英字コマンドにより操作を指示する（たとえば5dはファイルの5行目を削除する操作を指示する）。
また、EDLIN ファイル名 /B のように　/B スイッチ（コマンド行オプション）を付けると、ファイルの途中にあるEOF(ファイルの終わり)(1AH ^Z)もテキストとして読み込むので、途中にEOFの入ったファイルを編集することができる。ただし、ファイルの最後のEOFは /B スイッチを付けてもテキストとして読み込まれない。

## 歴史
初期のMS-DOSではシステム唯一のテキストエディタだったが、後のバージョンではフルスクリーンのMS-DOS Editorが付属するようになり、バージョン6でEDLINは削除された。しかし、32ビット版Windows NTには同梱されている（NTVDMのDOSサポートがMS-DOSバージョン5.0に基づいているためである）。他のDOSコマンドとは異なり、ネイティブWin32プログラムに移植されていない。EDLINが存続していることは、標準入力からコマンドのスクリプトを入力することにより、テキストファイルの小さな変更を自動的に行うために起動できるという事実から説明できるかもしれない。
実際には、MS-DOSにはGW-BASICという他のヴィジュアルエディタが用意されていた。GW-BASICはMicrosoft BASICのインタプリタであり開発環境でもあった。また、MS-DOSバージョン5.0から6.22のEDITエディタ（edit）は、実際にはQBasicを起動していた。QBasicはGW-BASICを置き換えたもので、さらに現代的なユーザインタフェースを持っていた。
EDLINは1980年にティム・パターソンが2週間で作ったものであり、6か月以内に廃止される予定だった。EDLINはもともとシアトル・コンピュータ・プロダクツ社の86-DOS（QDOS）のために書かれたものであり、その86-DOSはマイクロソフト社が買い取ってMS-DOSとして販売した。

## 現在の扱い
現在の環境でEDLINを使用する場合、ロングファイルネームをサポートしていないという制限がある。たとえば「longfilename.txt」という名前の既存ファイルを編集しようとすると、EDLINは「longfile.txt」という名前の新規ファイルを作成してしまう。これは、バージョン7.0までのMS-DOSの制限に関連していて、EDLIN自体の問題ではない。ロングファイルネームは、EDLINが書かれた後でMS-DOSやWindowsの機能として追加されたものである。
ピーチ・グレゴリーはGPL版のEDLINクローンを作成した。このクローンはロングファイルネームをサポートしていて、FreeDOSプロジェクトの一部としてダウンロード可能である。また、MS-DOSと同様にLinuxやUNIXでも動く。クローンの出力メッセージは様々なヨーロッパ言語や日本語にカスタマイズ可能であり、様々なCコンパイラでコンパイル可能である。
EDLINは、現在では一般的に役に立たないにもかかわらず、他のエディタがない環境では、EDLIN用スクリプトのインタプリタとして使用されることがある。スクリプトはEDLINコマンドの列のように見える。以下のように起動される：
EDLIN < スクリプトファイル名
他の標準DOSツールとしては、DEBUG.EXEがある。

## PC-98版MS-DOS 3.1でのバグ
日本電気 PC-9800シリーズ用MS-DOS 3.1の初期バージョンには、EDLINに2バイト文字列の置換が正常に行われないバグが存在した。このバグ自体は緊急を要する重大な欠陥ではなかったが、報道機関に取り上げられたことで周知され、自主的リコールに発展した。
1986年2月8日、MS-DOSの習得のために機能を試していたとあるユーザーがこのバグを発見し、友人の協力を得てMS-DOS 2.0を調べてみると、こちらでは正常に動作することが分かった。購入店舗で店員に相談して操作してもらうもやはりうまくいかなかったため、メーカーである日本電気に書面で問い合わせた。返答がなかったため、17日に再度手紙を送ったところ、翌18日にサポート窓口からバグを認める電話連絡を受けた。10日後の28日にメーカーの担当者2名がバグ修正済みの交換品（フロッピーディスク）を持参し、ユーザーのもとを訪れた。これで問題は解決したが、ユーザーは他の購入者が気になったため、担当者にバグを公表するよう求めた。この時の担当者は対応すると返答したが、数日経って販売店やメーカーのショールーム (Bit-INN) をたびたび訪れるも動きがない。そこにNHKの記者が噂を嗅ぎ付けてユーザーのもとを訪れ、ユーザーは記者にバグの公表と製品の回収が妥当であることを説明した。この後、ユーザーはメーカーに再度連絡したものの、何の対応も取られないまま、3月14日19時台のNHKニュースで全国に放映された。
報道後の日本電気の対応は迅速に行われた。ニュース放映の当日中に製品の無償回収を行うことを発表し、3月17日には製品の登録ユーザー4800人に無償交換の通知を発送した。また、1985年10月末より出荷している流通在庫（約6590本、登録ユーザー含む）を回収するため、全国のパソコン販売店（3000店以上）に対しても通知を出し、4月初めには登録ユーザー分の回収をほぼ完了した。このリコールには1億円程度のコストが掛かるとした。
このバグの原因はアメリカのマイクロソフトのプログラムミスにあったが、日本電気は「責任は出荷前の検査で発見できなかった日本電気にある。賠償金などをマイクロソフトに要求することはしない。」と発表し、マイクロソフトに責任を追及しなかった。この不祥事を受け、日本電気は保守・検査体制を強化すると発表した。